# Histopatologia

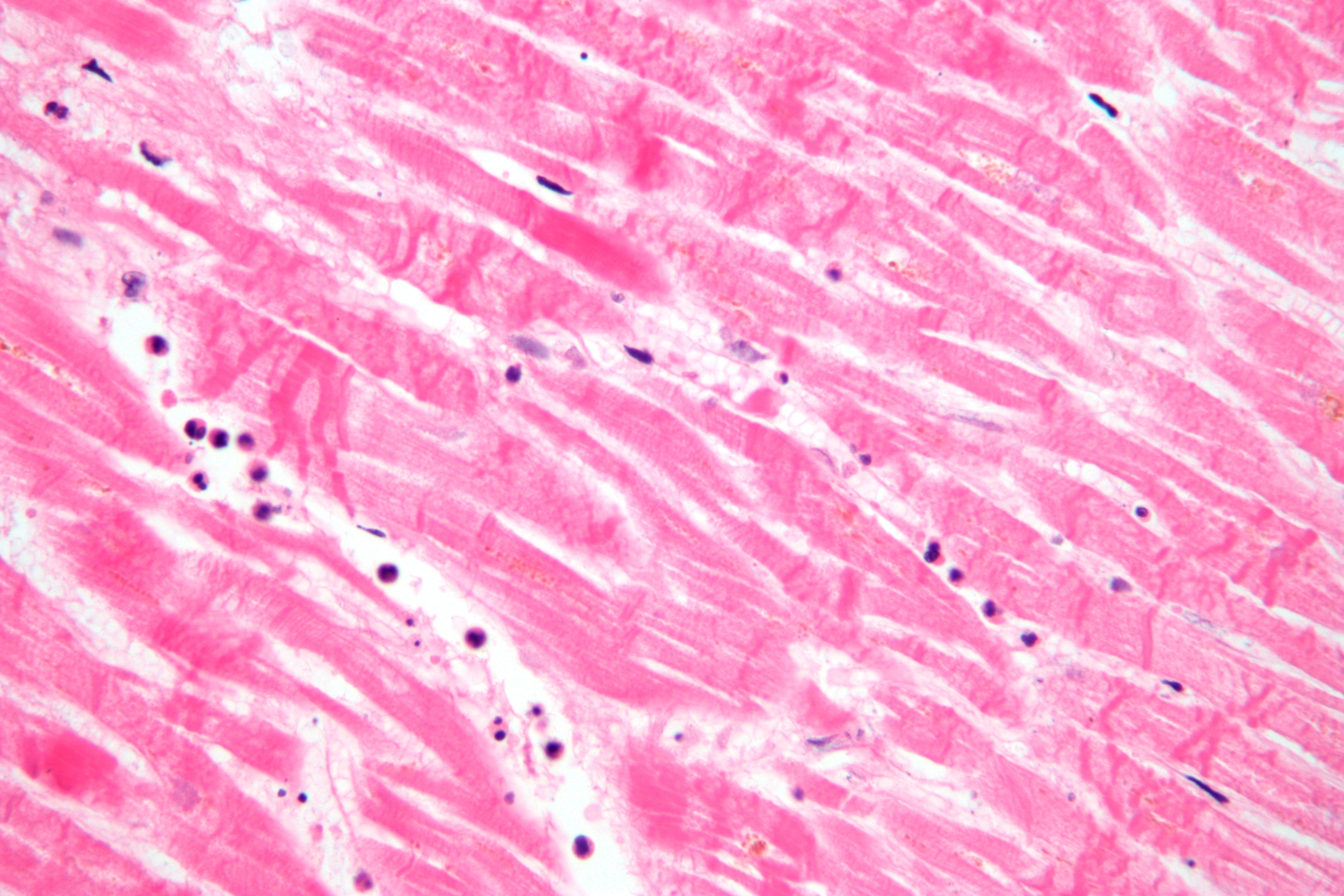
Tecido cardíaco após um infarto retirado para histopatologia

Histopatologia ou histologia patológica é o estudo de como uma doença específica afeta um conjunto de células (tecido). Seu nome é formado da combinação entre três palavras gregas: histo (tecido celular), pathos (doença) e logia (estudo). Geralmente, é feito um estudo da biópsia (amostra de tecido coletadas da área afetada) usando um microscópio e corantes. Também pode ser feito durante uma cirurgia ou em uma autópsia (investigação da morte). Esse estudo pode ser feito em células de humanos e animais.
Para conservar as células, geralmente elas são colocadas em uma solução aquosa de formol tamponado a 10%. Quando se trata de amostras humanas, o médico especialista que normalmente faz esse exame é o patologista ou mais especificamente anatomopatologista. No caso de animais, o procedimento é feito por médicos patologistas veterinários, ambos devidamente especializados por meio de uma residência com duração de 3 anos.

Quando esse estudo para diagnóstico de doenças é feito ao nível celular, por meio de esfregaços, punções e análise de líquidos cavitários é chamado de citopatologia e ao nível das moléculas, de Patologia molecular.